# بوبي دود
بوبي دود (بالإنجليزية: Bobby Dodd)‏ هو لاعب كرة قدم أمريكية ومدرب رياضي أمريكي، ولد في 11 نوفمبر 1908 في جالاكس في الولايات المتحدة، وتوفي في 21 يونيو 1988 في أتلانتا في الولايات المتحدة.

## وصلات خارجية
- بوبي دود على موقع كلية كرة القدم في سبورتس رفرنس.كوم (الإنجليزية)
- بوبي دود على موقع قاعة تينيسي للمشاهير الرياضية (الإنجليزية)
- بوبي دود على موقع إن إن دي بي (الإنجليزية)